# Жирафа у вогні
«Жира́фа у вогні́» — картина іспанського художника Сальвадора Далі в стилі сюрреалізму, написана у 1936—1937 рр. Вважається одним із найзначущих творів Далі кінця 1930-х рр. Незважаючи на те, що Далі оголосив себе аполітичним, ця картина є демонстрацією боротьби художника проти своєї країни.
Це невелика за розмірами (35 × 27, масло, дерево), але дуже потужна за впливом на глядача річ знаходиться нині в Базелі, в місцевому Художньому музеї.

## Історія створення картини
У 1936-му почалася Громадянська війна в Іспанії — один з найкровопролитніших внутрішньонаціональних конфліктів 20 століття, що став, до того ж, генеральною репетицією до Другої Світової.
Зрозуміло, Далі і Гала (його дружина) зовсім не бажали перебувати всередині іспанської братовбивчої м'ясорубки — тому в спішному порядку вони покинули Іспанію, і почалися їх не позбавлені приємності «поневіряння» по Європі.
«Поневіряння» на той час у Сальвадора Далі вже була слава, а разом з нею — і де-не-які гроші, і знайомства, і зв'язку. Тому все було б зовсім не так сумно, якби не агресивні плани Гітлера, які роздували в Європі світову пожежу.
Те уявне або справжнє захоплення, яке часом виявляв Далі щодо одіозного Гітлера, швидко змінилося страхом, і все закінчилося, як ми знаємо, втечею Далі і Гали в США, що розтягнувся на 8 років.
Здається, вже в 1936–37, створюючи «Жирафу у вогні», дуже чутливий, як і личить творчій людині, Далі передбачав прийдешні лиха.

## Опис
Ця картина особливим чином перегукується з іншим полотном великого художника – «Створення чудовиськ». На думку самого Сальвадора Далі, ці дві картини є своєрідним застереженням про майбутню війну. Характерно, що на обох картинах є зображення жирафи з палаючої спиною.
Композиція картини побудована за класичним пірамідальним принципом. На передньому плані в центрі зображена жіноча фігура, яка ніби не вміщується в межах полотна, вона простягає руки вперед. Кров на обличчі і передпліччях жінки не дає нам побачити риси її обличчя. Зверху над нею нависло густе чорно-коричневе марево. Із жіночої фігури висунуті пусті шухлядки, милицеподібні підпірки, які підтримують м'які змієподібні відростки; фігура жінки загорнута в тонку зелено-блакитну тканину. Поза цієї жінки наповнена безпорадністю і відчаєм перед невблаганним наближенням якоїсь небезпеки. Ліворуч у значному віддалені у просторі видно силует жирафи, що палає, а за ним видніється сильно зменшене зображення людини. На тлі величезних символічних фігур жалюгідним і беззахисним виглядає білий чоловічок, що бреде сам по собі, в нікуди. Застереження, сигнали, залишаються нерозгаданими для нього. Фігура палаючої тварини виконана в набагато менших розмірах, ніж фігури жінок, вона є, як висловився сам автор «чоловічим космічним монстром апокаліптичним» і, безсумнівно, головним центральним образом картини. Праворуч на другому плані розміщене зображення ще однієї жіночої фігури, від її голови підіймаються, подібно голим гілкам, артерії чи електричні розряди. В руках вона тримає шматок м’яса, цим художник хотів показати слабкість і прагнення людства до самознищення. Своєрідні підпори, часто використовувані в творах Далі, уособлюючи всю порочність і слабкість людини, зображені позаду обох фігур. Низька лінія горизонту з плавними контурами гір надає силуетам жирафи й жінок монументального характеру.
Контраст яскравого червоного полум'я з блакитним небом підкреслює особливу трагічність твору. Синьо-аквамариновий загальний тон картини робить її досить ефектною. Особливу роль у кольоровій гамі полотна відіграє поєднання червоних і синіх відтінків. Це привертає увагу глядача і викликає у нього тривогу.
Настроєм цієї картини Сальвадору Далі дуже добре вдалося показати своє передчуття війни, яка невблаганно насувається на світ. Хоча Далі й розповідав про свою аполітичність, цією картиною він продемонстрував боротьбу проти своєї країни.

## Викрадення
Злодій, що викрав 14 жовтня 2019 року картину Сальвадора Далі «Жирафа у вогні» з галереї Dennis Rae Fine Art, пішов з місця злочину по вулиці, не ховаючись, тримаючи полотно вартістю $ 20 тис. у руці.
Як повідомляє Los Angeles Times, викрадення сталося в лічені секунди в неділю вдень. Директор галереї каже, що знаходився в приміщенні один і в якийсь момент відвернувся від тієї частини залу, де знаходилося полотно. Примітно, що в галереї є камера, але в момент викрадення вона не працювала. На відеозаписі з іншої камери спостереження — встановленої на сусідньому бізнес-центрі — видно, як з галереї спокійно виходить чоловік і неспішним кроком йде.
Картина, за словами керівництва галереї, була застрахована — вона виставлялася в рамках виставки з 30 іншими роботами Далі. Директор музею каже, що ця картина є одним з найбажаніших полотен Далі серед колекціонерів. На думку поліції, картина чи спливе на інтернет-аукціоні через свою популярності.